# John McQuaid
John McQuaid (ur. 24 maja 1960 w Dublinie) – irlandzki kolarz szosowy. Olimpijczyk z Seulu 1988, gdzie w zawodach kolarskich na szosie zajął 49. miejsce w wyścigu indywidualnym i dziewiętnaste miejsce w drużynie.
Mistrz Irlandii w 1983 i 1985. Pierwszy na trzecim etapie Tour of Ireland w 1981. Trzeci w klasyfikacji końcowej irlandzkiego Rás Tailteann w 1988 i piąty w 1983. Wygrał 4 etap w 1981; 5 etap w 1983; 7, 8 i 9 etap w 1984; 9 etap w 1985 i 3 etap w 1988. Wygrał Tour of Armagh w 1985 roku.
Jego kuzyni byli także kolarzami. Kieron McQuaid brał udział w Monachium 1972, a Oliver McQuaid w Montrealu 1976. Pat McQuaid był prezydentem UCI latach 2005-2013.